# 403 Кіана
403 Кіана (403 Cyane) — астероїд головного поясу, відкритий 18 травня 1895 року Огюстом Шарлуа у Ніцці. Названий на честь персонажа давньогрецької міфології Кіани.